# AMD Athlon II
Procesor AMD Athlon II vyvinutý firmou AMD je odvozen od AMD Phenom II, neobsahuje L3 cache. Byl vydán v roce 2009. Řadič pamětí umí komunikovat s DDR3 pamětmi (až 1333 MHz). Je použit menší 45 nm proces. Díky absenci L3 cache je spotřeba procesoru nízká, přesto AMD oficiálně má TDP 45, 65, 95  W.